# Боссе (Донецьк)
Боссе — історична місцевість на півдні Донецька. З 2014 року перебуває під окупацією російських військ.
Головним підприємством є Донгірмаш
Внаслідок збройної агресії проти України місто перейшло під контроль російських військ. Визнане Верховною Радою України тимчасово окупованою територією.

## Загальні відомості
Ім'я Боссе в Донецьку офіційно не увічнено. Боссе — так неофіційно називається житловий район Машинобудівного заводу в адміністративному Ленінському районі м. Донецька. 1935 року завод Боссе отримав ім'я 15-річчя Ленінського комсомолу Донбасу, потім був перейменований на честь Ленінського комсомолу України.

## Історія
У 1889 році компаньйони Е.Боссе і Р.Геннефельд недалеко від Юзівки придбали ділянку землі у поміщика і шахтовласника М.А. чавуноливарного заводу. У тому ж році ними була придбана і фабрика обгорткового паперу в селі Первомайськ Луганської області для переобладнання на механічний завод.
На побудованому в 1889 році машинобудівному та чавуноливарному заводі вироблялися: парові машини, вуглепідйомні машини, парові та ручні лебідки, парові котли, парові та ручні насоси та вентилятори, парові водовідливні машини, шківи ремінні та канатні до 4-х апарати та зупиночні снаряди, поворотні кола, вагонетки різних видів, бурові інструменти. Завод неухильно розвивався, будувалися цехи, встановлювали нове обладнання, впроваджували нові технології.
У 1896 році переведений з купецького стану в стан потомствених почесних громадян.
У 1902 році Е.Боссе і Р. Геннефельд поділили свою власність: машинобудівний і чавуноливарний завод у селищі Юзівка відійшов до Босі, а механічний завод в Первомайськ (місто, Луганська область) селі Петро-Мар'ївці на річці Лугані (нині Первомайський електромеханічний завод імені К. Маркса) перейшов у власність Р. Геннефельда. Є підстави вважати, що Е. Боссе був одним із власників «Донецького Товариства залізоробного і сталеливарного виробництв» у місті Дружківка Донецької області Україна).
У 1909 році батько привів 15-річного сина - майбутнього Першого секретаря ЦК КПРС і керівника СРСР Микиту Сергійовича Хрущова на чавуноливарний і машинобудівний завод Е. Боссе до керівника. на роботу як учень слюсаря.
Після революції і Громадянської війни у 1920 ріку «Машинобудівний і чавуноливарний завод інженерів Е. Т. Босе і Р. Г. Геннефельда» був націоналізований. Едуард Теодор Боссе із сім'єю поїхав з України до Прибалтики, хоча сподівався повернутися. Помер у Ризі 27 червня 1927 року.
Обстріл зупинки «Донгірмаш» у Донецьку
Артобстріл зупинки транспорту «Донецькгірмаш» у Донецьку — мінометний обстріл транспортної розв'язки 22 січня 2015 року в Ленінському районі Донецька, захопленого проросійськими терористичними угрупуваннями в ході війни на сході України. Обстріл кваліфікований як терористичний акт.